# Copa Socio MX
MoneyGram Socio MX Cup es un torneo amistoso de fútbol que se realiza anualmente en diversas ciudades de Estados Unidos con la participación de equipos mexicanos de la Liga MX. y que sirve de preparación para los clubes previo al arranque de dicha competencia.
Cada edición cuenta con cuatro equipos y han estado clubes de la importancia de Cruz Azul, Pumas, Monterrey, Santos Laguna y Monarcas Morelia. El evento, que organiza la empresa Sports Marketing Monterrey ha estado en ciudades como Los Ángeles y San José en California, así como Austin, Houston o Dallas en Texas.

## Sistema de competición
Participan cuatro equipos cada año, enfrentándose en dos semifinales. Los equipos que son derrotados disputan el juego por el Tercer Lugar, mientras que los vencedores se disputan la MoneyGram Socio MX Cup-
Si después de los 90 minutos de juego el partido se encuentra empatado, el partido se define por el procedimiento de tiros desde el punto penal.

## Equipos que han participado
| Equipo        | Edición     |
| ------------- | ----------- |
| Cruz Azul     | 2015 y 2016 |
| Monterrey     | 2015 y 2016 |
| Pumas         | 2015 y 2016 |
| Santos Laguna | 2016        |
| Morelia       | 2015        |

## Ediciones de Money Gram Socio MX Cup
| Año          |                        | Campeón | Final Resultado    | Subcampeón          |                 | Tercer lugar       | Resultado | Cuarto lugar |
| 2015 Detalle | Cruz Azul · México     | 2:0     | Monterrey · México | Pumas UNAM · México | 1:1 6:5 penales | Morelia · México   |           |              |
| 2016 Detalle | Santos Laguna · México | 1:0     | Cruz Azul · México | Pumas UNAM · México | 2:0             | Monterrey · México |           |              |
| 2017 Detalle | Monterrey · México     | 1:0     | Cruz Azul · México | No hubo             | No hubo         | No hubo            |           |              |

## MoneyGram Socio MX Tour
El MoneyGram Socio MX Tour es otra manera que tiene Socio MX para acercar a los mejores equipos mexicanos a sus aficionados en Estados Unidos. Estos partidos son  independientes a MoneyGram Socio MX Cup y no necesariamente debe haber un ganador. El juego puede terminar en empate, aunque en ocasiones también se cobran tiros de penalti.    
Se celebra desde 2014 y ha llevado encuentros Dallas, Chicago, Los Ángeles, El Paso, Sacramento, Houston y San Antonio.
| Año          | Fecha           | Partido                    | Sede                    | Estadio          |
| ------------ | --------------- | -------------------------- | ----------------------- | ---------------- |
| Edición 2014 |                 |                            |                         |                  |
| 2014         | 3 de julio      | Monterrey 1 vs Cruz Azul 2 | Dallas, Texas           | Cotton Bowl      |
| 2014         | 6 de julio      | Pumas 1 vs Cruz Azul 1     | Chicago, Illinois       | Soldier Field    |
| 2014         | 6 de julio      | Scorpions 1 vs Monterrey 1 | San Antonio, Texas      | Toyota Field     |
| 2014         | 9 de julio      | Chivas 2 vs Cruz Azul 1    | Los Ángeles, California | StubHub Center   |
| Edición 2015 |                 |                            |                         |                  |
| 2015         | 27 de junio     | Pumas 1 vs Toluca 0        | Sacramento, California  | Bonney Field     |
| 2015         | 8 de julio      | Cruz Azul 2 vs Xolos 1     | El Paso, Texas          | Sun Bowl         |
| Edición 2016 |                 |                            |                         |                  |
| 2016         | 29 de junio     | Cruz Azul 1 vs Xolos 2     | Los Ángeles, California | LA Coliseum      |
| 2016         | 9 de octubre    | Cruz Azul 2 vs Atlas 2     | San Antonio, Texas      | Toyota Field     |
| 2016         | 13 de noviembre | Pumas 1 vs Cruz Azul 0     | Houston, Texas          | BBVA Compass     |
| Edición 2017 |                 |                            |                         |                  |
| 2017         | 25 de marzo     | Pumas 1 vs Cruz Azul 4     | Dallas, Texas           | Cotton Bowl      |
| 2017         | 2 de julio      | Monterrey 1 vs Cruz Azul 0 | Houston, Texas          | BBVA Compass     |
| 2017         | 11 de julio     | Pumas 0 vs Puebla 0        | Edinburg, Texas         | HEB Park Stadium |